# Manfred Regitz
Manfred Regitz (* 20. August 1935 in Karlsbrunn; † 19. Januar 2021 Kaiserslautern)  war ein deutscher  Chemiker (Organische Chemie).

## Werdegang
Regitz studierte ab 1955 Chemie an der Universität Heidelberg und ab 1958 an der Universität des Saarlandes mit dem Diplom-Abschluss 1960 und der Promotion 1962 bei Bernd Eistert („Versuche mit Ketosulfiden und Ketosulfonen“). 1965 habilitierte er sich in Saarbrücken über die direkte Einführung der Diazogruppe in CH-aktive Verbindungen durch Diazogruppenübertragung und war dort danach Oberassistent und 1969 außerplanmäßiger Professor. 1971 wurde er ordentlicher Professor an der Universität Kaiserslautern. 1975 war er dort Dekan des Fachbereichs Chemie und 1975 bis 1981 Vizepräsident der Universität zuständig für Bau und Entwicklung.
Er war Gastprofessor in Aarhus, Rennes, Toulouse, Metz, Oviedo, der École polytechnique und bei IBM in San Jose.
Nach ihm ist der Regitz-Diazotransfer benannt.
Er war einer der Herausgeber des Römpp Chemie Lexikons (seit 1987) und des Houben-Weyl (seit 1978) und dessen Nachfolger Science of Synthesis. Seit 1989 war er einer der Herausgeber der Fachzeitschrift Synthesis und von 1993 bis 1997 deren Hauptherausgeber.
1971 wurde er Honorarprofessor in Saarbrücken und 1999 in Sankt Petersburg. 1999 erhielt er die Adolf-von-Baeyer-Denkmünze und 1988 den deutsch-französischen Alexander-von-Humboldt-Preis. 1994 wurde er Mitglied der Leopoldina. Ab 1996 war er Mitglied im Kuratorium des Fonds der Chemischen Industrie.

## Schriften
Das wissenschaftliche Werk von Manfred Regitz ist in rund 420 Originalarbeiten und 45 Übersichtsartikeln, Aufsätzen und Buchbeiträgen dokumentiert. Bei drei Monographien – die inzwischen Standardwerke sind – ist er Autor oder Mitherausgeber.

### Auswahl
- Herausgeber mit Otto J. Scherer:  Multiple bonds and low coordination in phosphorus chemistry, Thieme 1990
- Diazoalkane: Eigenschaften und Synthese, Thieme 1977 (Mitarbeit Gerhard Maas)
  - Englische Ausgabe mit G. Maas:  Diazo compounds : properties and synthesis, Academic Press 1986